# Дмитровка (Волновахский район)
Дмитровка (укр. Дмитрівка) — село на территории Украины, находится в Волновахском районе Донецкой области.
Код КОАТУУ — 1421581401. Население по переписи 2001 года составляет 1196 человек. Почтовый индекс — 85771. Телефонный код — 6244.

## Адрес местного совета
85771, Донецкая область, Волновахский р-н, с. Дмитровка, ул. Баластная, дом 9.